# Aristida purpurea
Aristida purpurea är en gräsart som beskrevs av Thomas Nuttall. Aristida purpurea ingår i släktet Aristida och familjen gräs. Inga underarter finns listade i Catalogue of Life.

## Bildgalleri

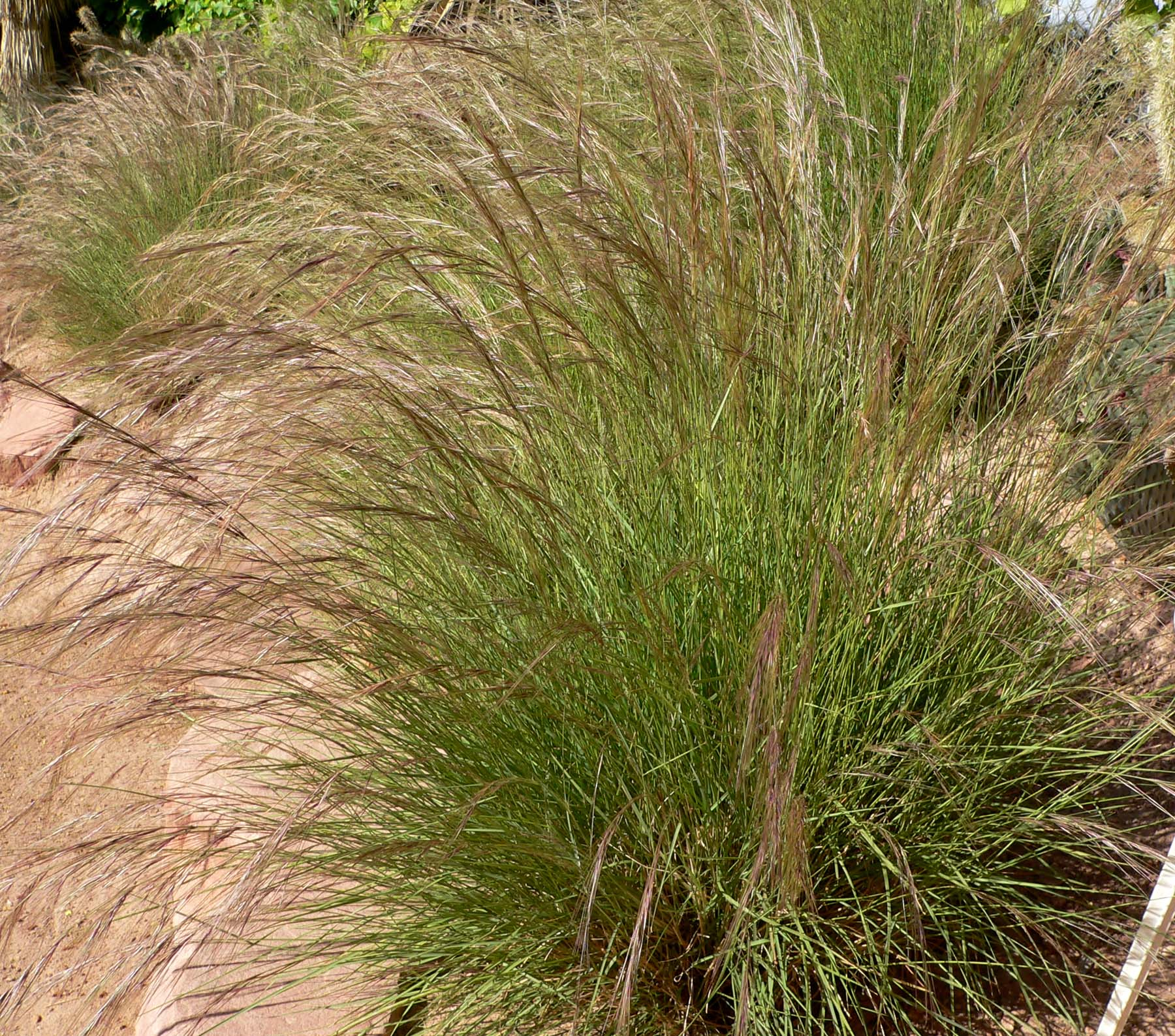
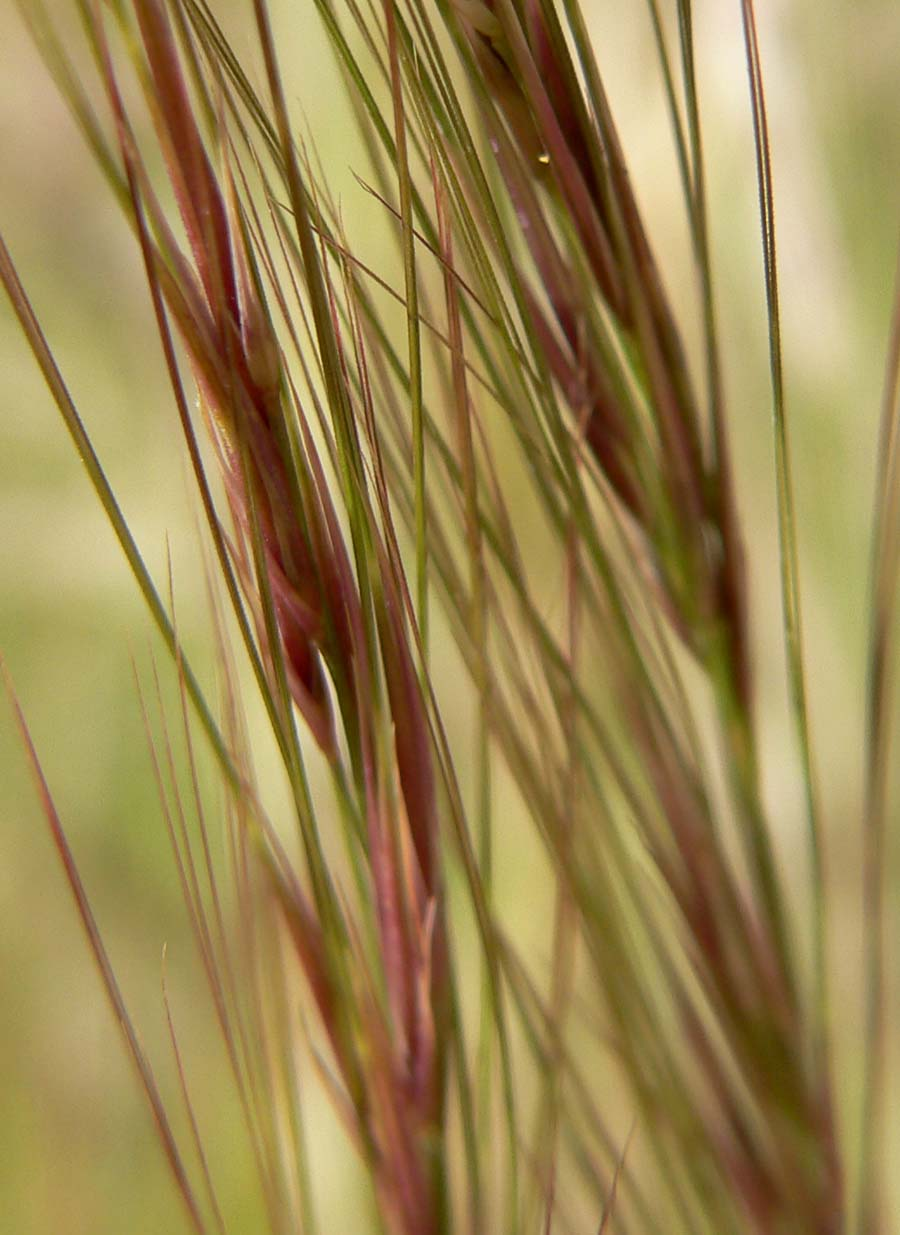
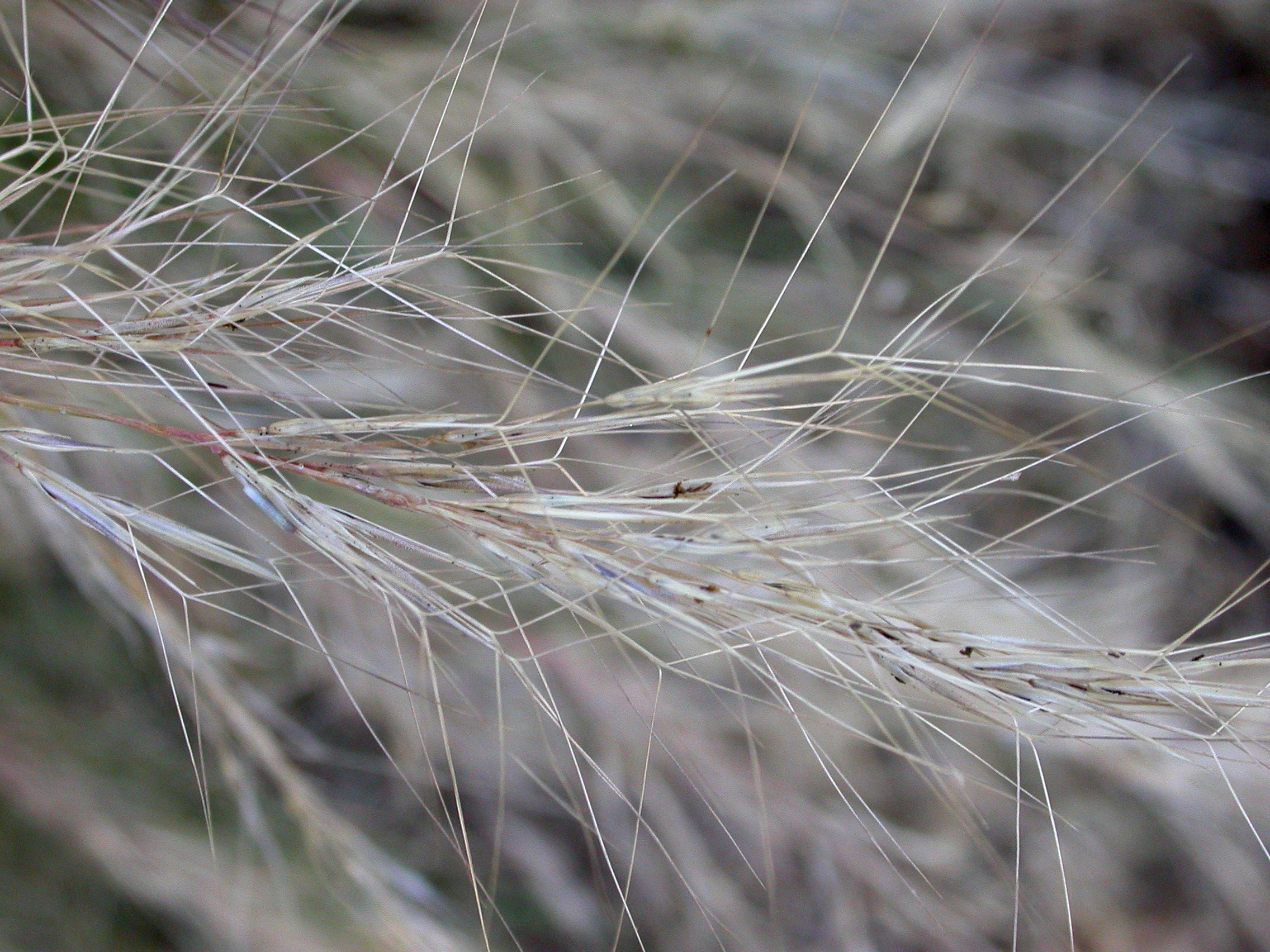
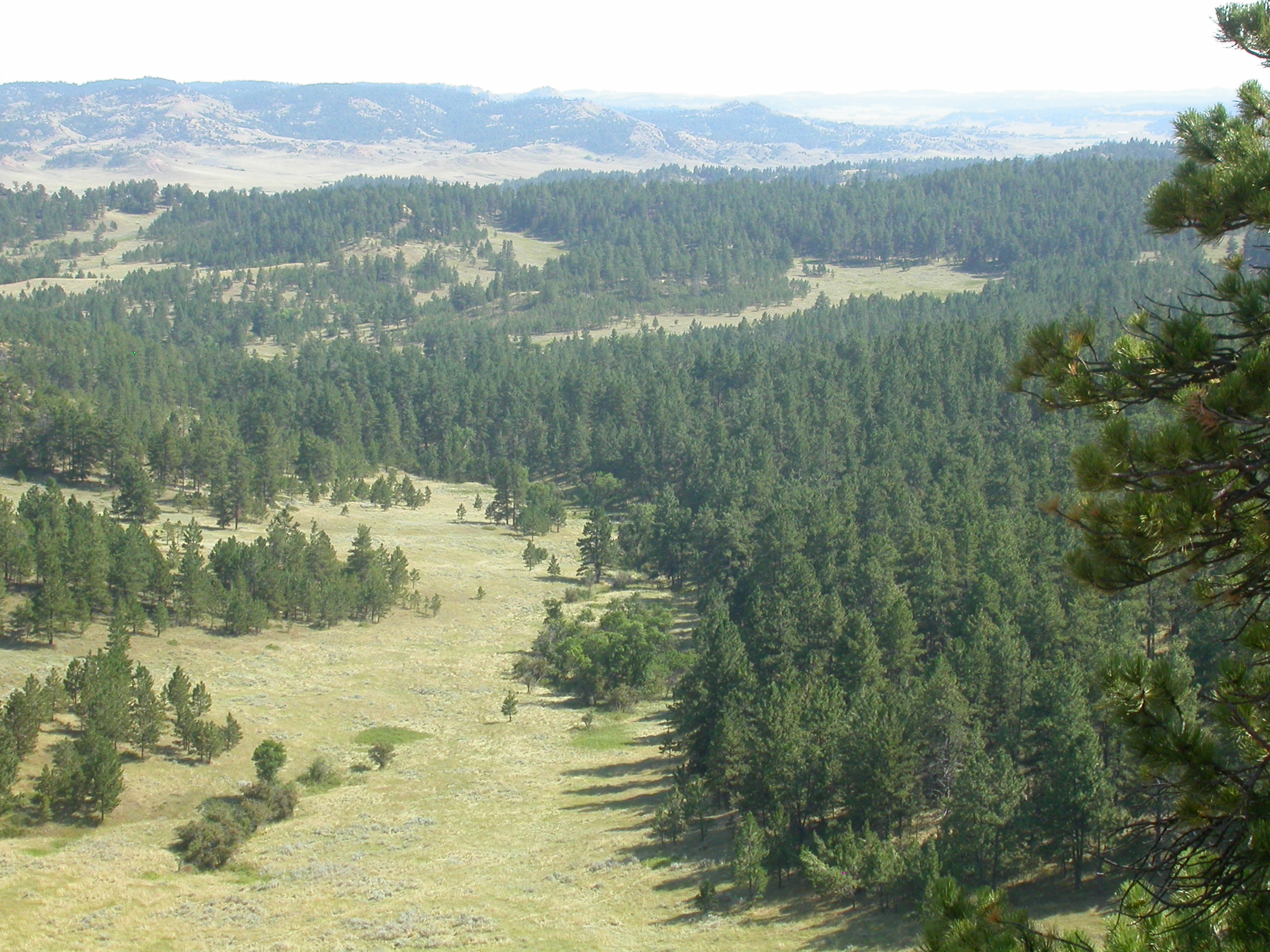
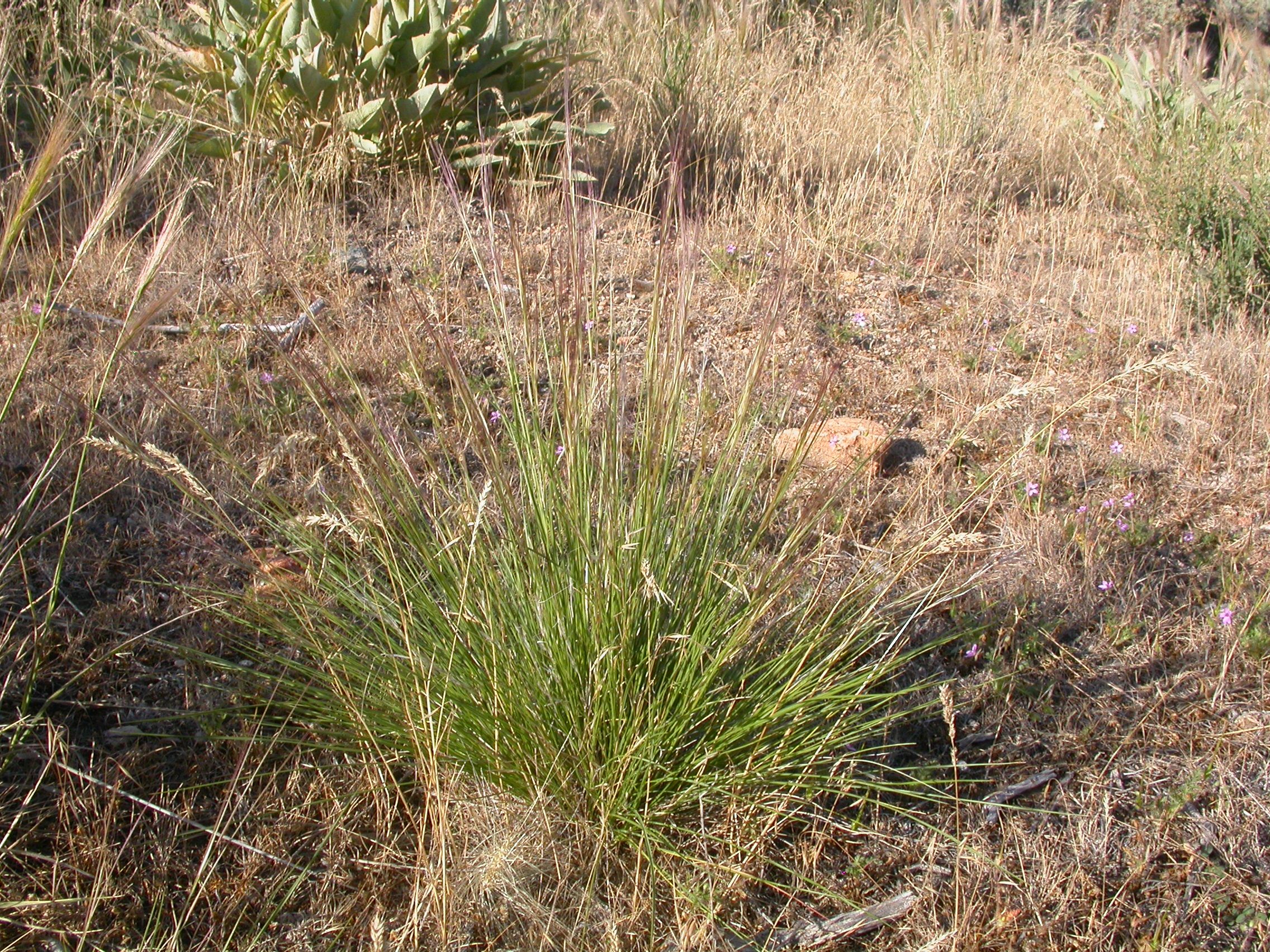
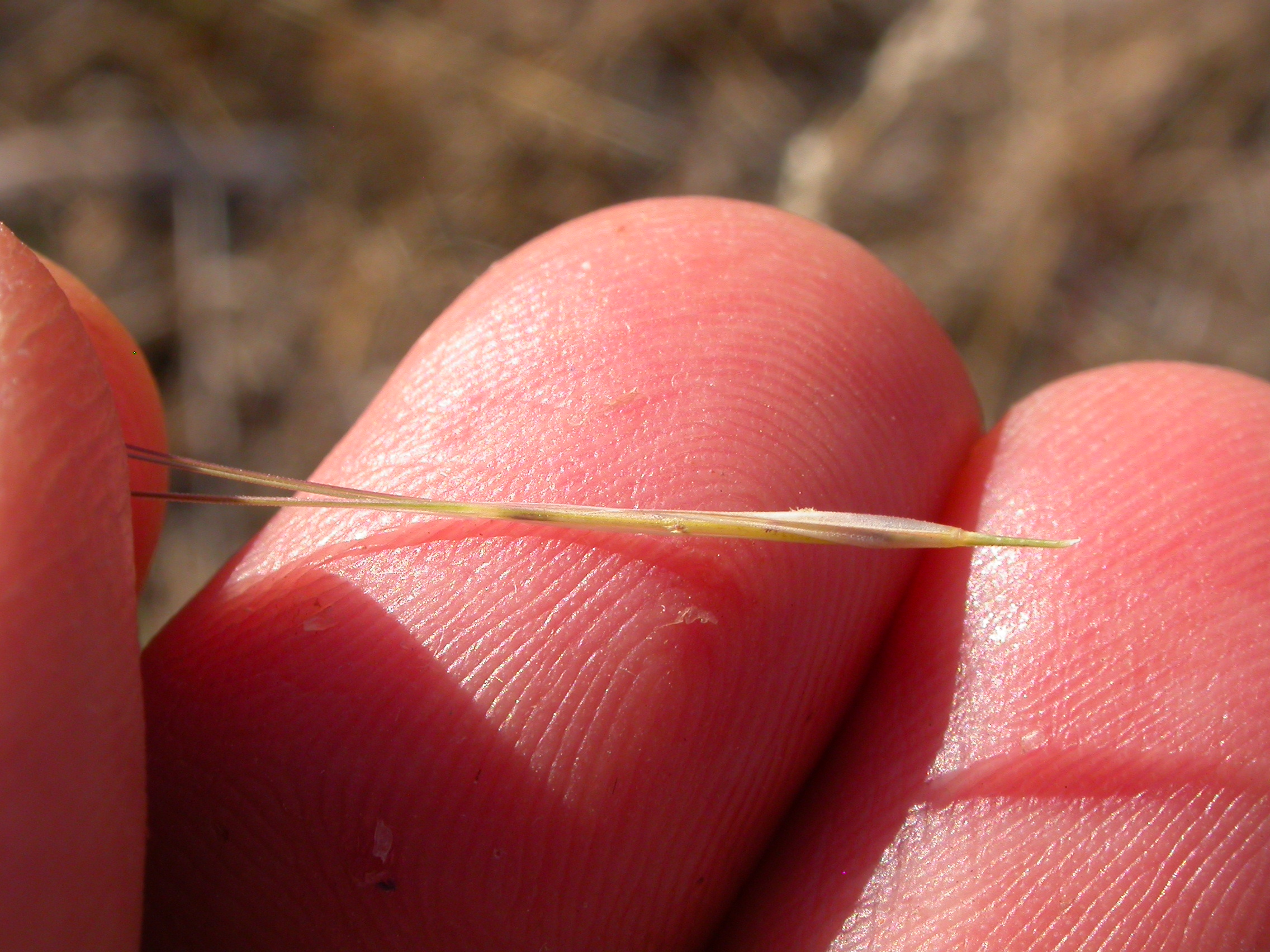